# Taubenturm (Ribérac)

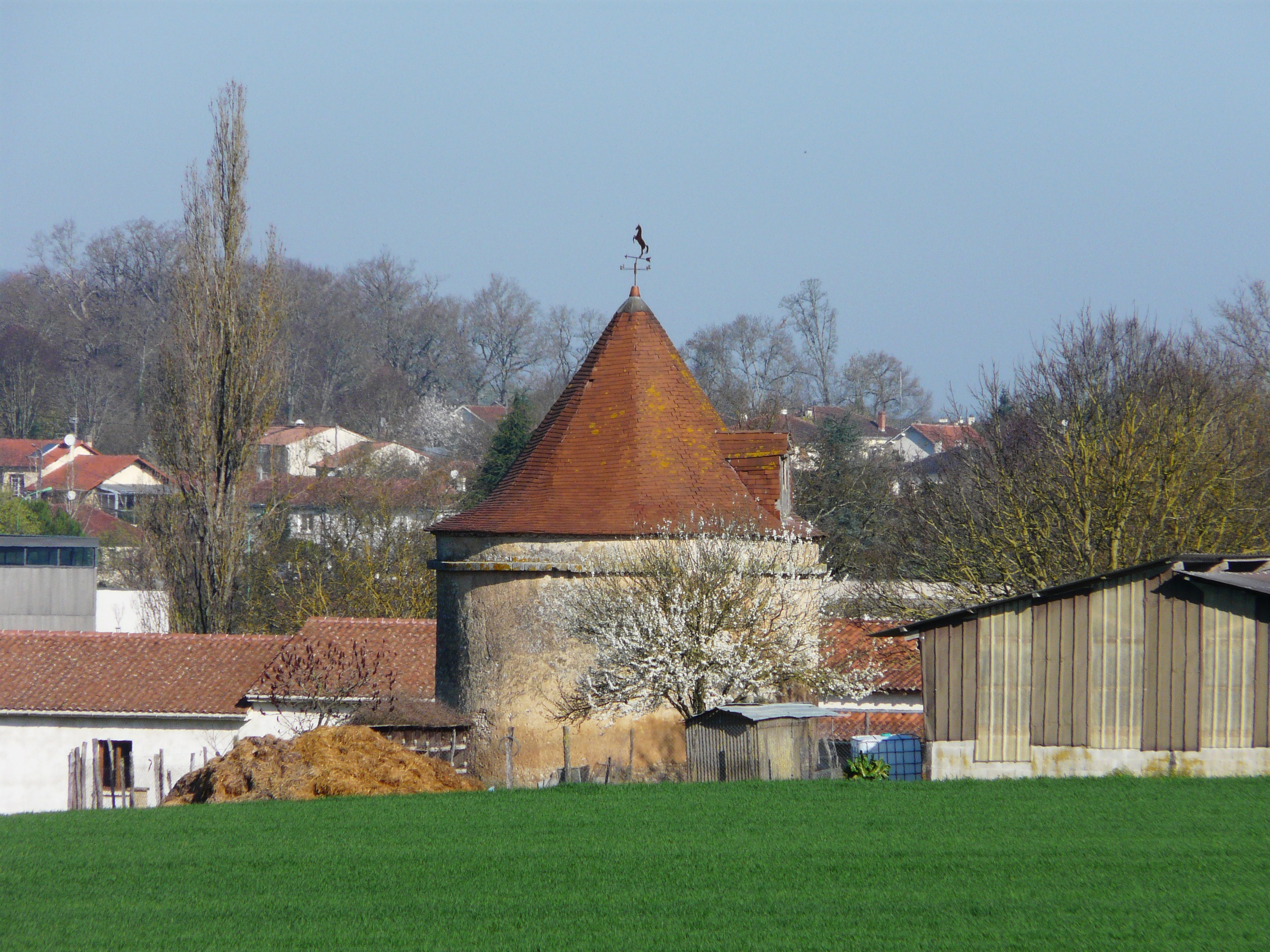
Taubenturm in Ribérac

Der Taubenturm (französisch colombier oder pigeonnier) in La Grande Ferrière, einem Weiler der französischen Gemeinde Ribérac im Département Dordogne in der Region Nouvelle-Aquitaine, wurde vermutlich im 18. Jahrhundert errichtet und steht unter Denkmalschutz.
Der runde Taubenturm aus Bruchsteinmauerwerk besitzt nur einen kleinen Eingang. Das von flachen Ziegeln gedeckte Dach wird von einer Wetterfahne bekrönt.